# Pamphobeteus matildeae
Espèce
Pamphobeteus matildeae est une espèce d'araignées mygalomorphes de la famille des Theraphosidae.

## Distribution
Cette espèce est endémique de la province d'Esmeraldas en Équateur,. Elle se rencontre vers Esmeraldas .

## Description
La femelle holotype mesure 59,4 mm.

## Systématique et taxinomie
Cette espèce a été décrite par Sherwood, Gabriel, Peñaherrera-R., Léon-E., Cisneros-Heredia, Brescovit et Lucas en 2023.

## Étymologie
Cette espèce est nommée en l'honneur de Matilde Hidalgo Navarro. 

## Publication originale
- Sherwood, Gabriel, Peñaherrera-R., Léon-E., Cisneros-Heredia, Brescovit & Lucas, 2023 : « Pamphobeteus Pocock, 1901: redescriptions, new species and records, description of a missing sex, with taxonomic notes and changes in Megaphobema Pocock, 1901 (Araneae: Theraphosidae). » Arachnology, vol. 19, no 6, p. 894-930.